# Ådum-stenen
Ådum-stenen er en runesten, fundet i Ådum i 1629. Den kaldes også for Oddum-stenen. Stenen har stået ved indgangen til kirkegården og blev senere sat ind i det østlige kirkegårdsdige. Nu er den opstillet på kirkegården. Stenen er godt bevaret, men hele den højre side af indskriften bliver mere og mere slidt, antagelig som følge af vind og vejr. 

## Indskrift
| Translitteration | þurulfs : sati : stain : uftiR : tuka : sun hin : usta : kuþ : hialbi : hans : |
| Transskription   | Þorulf satti sten æftiR Toka Toka sun, hin øzta. Guþ hialpi hans.              |
| Oversættelse     | Thorulv satte sten efter Toke Tokesøn, den ypperste(?). Gud hjælpe hans.       |

Indskriften er ordnet i en slags dobbelt konturordning, hvor det inderste skriftbånd løber bustrofedon i forhold til det yderste. Indskriften er omrammet af ornamentik i form af spiraler og buer, og runerne er afsluttet med seriffer, hvilket giver dem et middelalderagtigt præg. I navnet Thorulv mangler nominativsendelsen -R. Navnet er ikke så almindeligt på runesten og kendes kun fra denne ene i Danmark. Ordet 'sjæl' skal formentlig tilføjes efter 'hans' – 'Gud hjælpe hans sjæl'.